# Dekanat tomaszowski (diecezja radomska)
Dekanat tomaszowski – jeden z 29 dekanatów w rzymskokatolickiej diecezji radomskiej. 

## Parafie
- Narodzenia NMP i św. Mikołaja w Błogich Szlacheckich
- MB Częstochowskiej w Brzustowie
- Przemienienia Pańskiego w Kamieniu
- Św. Wawrzyńca w Kunicach
- Św. Anny w Smardzewicach
- Św. Tomasza Kantuaryjskiego w Sulejowie
- MB Nieustającej Pomocy w Tomaszowie Mazowieckim
- Św. Marcina w Tomaszowie Mazowieckim
- Najświętszego Serca Jezusowego w Zajączkowie